# Acanoides
Acanoides é um gênero de aranhas da família Linyphiidae descrito em 2014, contendo duas espécies na China.